# Colpo di Stato in Bulgaria del 1944
Il colpo di Stato in Bulgaria del 1944, noto in Bulgaria come il colpo di Stato del 9 settembre (in bulgaro: Деветосептемврийски преврат, Devetoseptemvrijski prevrat), chiamato anche nella storiografia del periodo socialista la rivolta nazionale del 9 settembre (Деветосептемврийско народно въстание, Devetoseptemvrijsko narodno văstanie) o la rivoluzione socialista del 9 settembre (Деветосептемврийска социалистическа революция, Devetoseptemvrijska socialističeska revoljucija), fu un energico colpo di Stato messo in atto la vigilia del 9 settembre 1944 nel Regno di Bulgaria. Con l'aiuto delle forze sovietiche dell'Armata Rossa in avanzamento dal 3º Fronte ucraino, il governo del primo ministro Konstantin Muraviev fu rovesciato e sostituito con un governo formato dal Fronte Patriottico guidato da Kimon Georgiev. In seguito vennero introdotti nel paese dei cambiamenti politici, economici e sociali su larga scala, con l'uscita della Bulgaria dall'Asse e la sua ricaduta nella sfera d'influenza dell'Unione Sovietica.

## Retroscena
Il 26 agosto 1944 il governo di Ivan Bagrjanov aveva dichiarato oralmente la neutralità della Bulgaria nella seconda guerra mondiale sotto la minaccia dell'offensiva dell'Armata Rossa nella vicina Romania. Allo stesso tempo in Egitto il governo aveva iniziato dei trattati di pace separati con il Regno Unito e con gli Stati Uniti, sperando di assicurarsi la spedizione di truppe inglesi ed americane in Bulgaria. Nella stessa giornata il Comitato Centrale del Partito Comunista Bulgaro (PCB) proclamò come suo obiettivo ufficiale l'assunzione dei poteri attraverso una rivolta.
Fu quindi formato il 2 settembre 1944 un governo dell'Unione Nazionale Agraria Bulgara (UANB) "Vrabča 1", fino ad allora all'opposizione, guidato da Konstantin Muraviev. I negoziati di pace continuarono, dichiarando il proprio sostegno verso nuove riforme democratiche ed ordinando il ritiro delle truppe dell'esercito tedesco dalla Bulgaria. Allo stesso momento però non si fermarono le repressioni dei movimenti partigiani, né fu sciolta l'alleanza con la Germania nazista e non fu fatto nessun tentativo per normalizzare le relazioni con Mosca, costringendo l'Unione sovietica a trattare il nuovo governo con sospetto. Il 5 settembre 1944 l'Unione sovietica dichiarò guerra alla Bulgaria, e durante i negoziati di pace in Egitto i delegati angloamericani stabilirono l'occupazione della Bulgaria sudorientale fino a Jambol da parte di truppe turche.
Il 5 settembre il Comitato Centrale del PCB e lo stato maggiore dell'Esercito popolare rivoluzionario di liberazione organizzarono un piano operativo per istigare una rivolta. I particolari del piano furono ulteriormente perfezionati l'8 settembre. Secondo questo piano, le azioni coordinate dei partigiani, dei gruppi di combattimento del PCB e l'esercito di supporto del Fronte Patrioittico avrebbero assunto il comando durante la notte del 9 settembre, prendendo il controllo totale del paese. Lo scopo dichiarato della rivolta era di "rovesciare le autorità fasciste e stabilire il potere popolar-democratico del Fronte Patriottico".
Fermenti di vario tipo cominciarono in tutto il paese il 6 ed il 7 settembre, con gli scioperi dei minatori di Pernik e degli impiegati tramviari di Sofia, così come gli scioperi generali a Plovdiv e Gabrovo. Le prigioni di Pleven, Varna e Sliven furono aperte e i prigionieri politici rilasciati; 170 località furono occupate permanentemente da distaccamenti partigiani tra il 6 e l'8 settembre. In molte città e villaggi gli scioperi e le assemblee degenerarono in scontri armati con la polizia, con vittime da ambo le parti. Il 7 settembre l'Armata rossa invase la Bulgaria, senza incontrare alcuna opposizione, per ordine del governo bulgaro.

## Il colpo di Stato
La sera del 9 settembre, unità armate insieme a distaccamenti del Fronte Patriottico catturarono alcuni punti chiave a Sofia, come il ministero della difesa, il ministero degli interni, la sede centrale delle poste, del telegrafo e della radio, la stazione centrale dei treni, ed altri. La mattina il nuovo primo ministro Kimon Georgiev informò il popolo alla radio:
Il 9 settembre su ordine di Dobri Terpešev, comandante in capo dell'Esercito Rivoluzionario Popolare di Liberazione, tutte le unità partigiane scesero dalle montagne ed assunsero il potere nei villaggi e nelle città. In molti luoghi ciò avvenne senza alcuna resistenza, ma in altri casi i distaccamenti dell'esercito e della polizia ancora leali al vecchio governo organizzarono una resistenza armata alle forze del Fronte Patriottico. A Sofia, Plovdiv, nella regione di Pernik, di Šumen e di Haskovo, i sostenitori del vecchi regime furono sconfitti dalle forze militari, dato che l'esercito era passato completamente sotto il controllo del Fronte Patriottico. L'istituzione della nuova autorità fu più lunga a Haskovo, dove i partigiani e le altre forze antifasciste assediarono la caserma dell'artiglieria fino al 12 settembre, soffrendo molte perdite, dato che i negoziati con gli ufficiali erano falliti.
Al 9 settembre l'Armata rossa non aveva raggiunto Sofia ma si trovava solamente nella Bulgaria nordorientale. Dato che i comunisti bulgari collaboravano con i sovietici ed erano in grado di prendere il potere senza bisogno d'aiuto, i comandanti dell'Armata rossa decisero di non impegnarsi con un assedio della capitale.

## Il nuovo governo
Il governo del Fronte Patriottico includeva rappresentanti del PCB, dell'UANB "Pladne", del Partito Socialdemocratico dei Lavoratori Bulgari (Socialisti) e del circolo politico Zveno. Il precedente primo ministro Konstantin Muraviev entrò nella clandestinità, i reggenti dello zar Simeone II ed i membri del precedente governo furono arrestati, così come i capi della polizia, della gendarmeria e di alcuni distaccamenti dell'esercito. Il 10 settembre fu abolita la polizia e sostituita con una milizia popolare che consisteva soprattutto di partigiani; 8 130 prigionieri politici furono rilasciati dal carcere ed i campi di concentramento del vecchio regime (es. Gonda voda, Krăsto pole, Lebane) furono aboliti. Le organizzazioni fasciste furono proibite, insieme alle loro pubblicazioni. I reggenti dello zar, il principe Kiril, Bogdan Filov, e Nikola Mihov, furono giustiziati nel febbraio 1945 e furono sostituiti da dei reggenti nominati dal nuovo governo. Il 15 settembre 1946 si tenne un plebiscito con cui venne abolita la monarchia.

## Dopo il colpo di Stato
Dopo il 9 settembre 1944 l'esercito bulgaro si unì al Terzo fronte ucraino e contribuì alla sconfitta del nazismo in Europa, aiutando ad espellere i tedeschi dalla Jugoslavia e dall'Ungheria, fino a raggiungere Klagenfurt in Austria nell'aprile 1945. Anche se la Bulgaria non venne riconosciuta come un membro degli Alleati, riuscì comunque a tenersi la Dobrugia meridionale che aveva acquisito con il Trattato di Craiova nel 1940.